# 怒濤! ジャムカの大冒険
『怒涛！ ジャムカの大冒険』（どとう ジャムカのだいぼうけん）は、真鍋譲治の漫画である。『WINGS』（新書館）で1991年12月号から1994年7月号まで連載された。

## ストーリー
かつての全面戦争によって文明が崩壊した世界。大西洋で気ままな海賊家業を営むジャムカと海賊船バラクーダ一味は、見慣れない様式の木造船を襲う。襲撃は成功したものの、その船に乗っていた倭国の王女「華菜」の依頼によって「大日本帝国に征服された倭国」を救うべく進路を太平洋に向けた。

## 登場キャラクター

### メインキャラクター
ジャムカ
本作の主人公。大西洋を縄張りとする海賊の頭領。明るくまっすぐで好奇心旺盛。
華菜（かな）
本作のヒロイン。大日本帝国に制圧された国「倭国」の王女。帝国から倭国を救ってくれる勇者を求めて大西洋を彷徨していたところ、ジャムカと知り合い倭国救済を依頼する。温和だが精神力は強い。

### バラクーダ号乗組員
シスン
バラクーダ号副長。右目に眼帯をしている青年。海賊に加わった経緯は不明。指揮官のみならず戦略家、参謀としても有能。その上で、バラクーダを守るために華菜と神楽を放逐する冷徹さも併せ持つ。バラクーダの倭国行きに最後まで反対したが、結局折れた。
シャロン
ベリーダンサー風の衣装をまとう美少女。華菜らが乗り込んでくるまでは唯一の女性乗組員。父の代からバラクーダの乗組員で、かなり気が強い。ジャムカに同志以上の感情を抱いており、ジャムカと体を交わそうとした華菜を本気で殺そうとした。その後華菜とも仲良くなり、ケンカをすることもなくなっていった。
学者（がくしゃ）
バラクーダ号の科学＆技術担当者、船医も兼ねる。医術のみならず地質学やあらゆる科学に精通する総合科学者。大日本帝国要塞の致命的欠点を見抜いた。
ミスター・アドン
バラクーダ号の機関長。普段は機関室に籠りきりで滅多にジャムカらと顔を合わせない。全身油まみれ、かつ顔が煤だらけになっている。
神楽（かぐら）
華菜の護衛として共に倭国を出た女武者。職務に忠実で鎧を着こんだまま数日徹夜することも。蛇やトカゲの類が死ぬほど苦手。
ナム
ガラパゴス諸島に住んでいた少女、13歳。作中で唯一、年齢が判明しているキャラクター。学術調査のために家族で引っ越してきたが、大日本帝国の攻撃により帰国の手段を失い、家族も次々と死亡したため一人暮らしに。
周囲が動物だけの環境で育ったためか、人間以外の動物（タコやカニを含む）と会話し使役する能力を持つ。人魚とも友達になり、友達の体調不良（妊娠）を診察してもらおうと、近海を航行していたバラクーダに依頼、その縁で乗組員となった。

### ビクトリア連合
サー・フランシス・レオパルド
これと言った人材がいないビクトリア連合海軍きっての切れ者で暗く執念深い性格、階級は大佐（作中では階級は言及されていないが、制服の階級章は大佐をあらわす金筋4本となっている）。大西洋で海賊退治専門の艦隊を率いる。ジャムカとは犬猿の仲であり、戦ったのも1度や2度ではない。バラクーダとの戦いによって艦隊は壊滅、敗戦の責によって勾留中のところを主家のマドンナ王女の計らいで脱出、母国に背いてバラクーダ追跡を続ける。帝国との戦いを通じてジャムカとも心を通じ合わせるようになり、最後の戦いでは最終的な勝利のためにバラクーダの盾となり、マドンナとの抱擁の中、敵弾を浴びて死亡。
マドンナ
ビクトリア連合王国の第一王女。レオパルドとは幼馴染。主従の差を超えてレオパルドを愛しており、海賊退治に失敗して艦隊を失ったレオパルドに「王室ヨット」エスカメルダを与え、バラクーダ追跡を続けさせた。
レオパルドの作戦には口を出さないが、良くも悪くもマイペースであり、「読書の邪魔をされた」という理由でエスカメルダの艦橋にグレネード弾を放った。帝国との最後の戦いにおいて、レオパルドに抱きしめられながら死亡。

### ウルゴドンド
ハルビン
ウルゴドンドの支配者で、ジャムカの父の元仲間。油断のならない狡猾さをもち、帝国との取引（華菜）のためにジャムカを殺そうとし、それが失敗すると華菜を拉致してジャムカを追い出そうとした。
ジェリンカ
ウルゴドンドの飲み屋のママ。ジャムカをちゃんづけで呼ぶ唯一の女性。ジャムカをことのほか気に入っており、彼の依頼で騒乱を起こし陰謀を側面援護した。
ペレス
ウルゴドンドのドック屋（艦船の修理・改造を行う）でかなりの老人。金にはがめついが腕は確か。「奇跡の修理屋」と呼ばれており、当初は3週間の予定だったバラクーダの修理期間を2日で完全修理した。
ヘルトン
名前のみの登場。ウルゴドンドで娼館を経営している。

### その他
皇帝
大日本帝国の最高権力者にして諸悪の根源にして華菜の父。もとは倭国王だったが、掘り出された「黒い球体」から「人類の戦いの歴史」を知り人間に絶望、倭国を守るために国土を鋼鉄の要塞に閉ざし「大日本帝国」へと造り替えた。
キャプテン・ジャッド
ジャムカの父にしてバラクーダ号先代船長。よき船長、よき父であったが、突然家族も仲間も捨てて旅に出た。以降の消息は不明。噂では東洋に向かったとされる。
キャプレン・レオ
名前のみの登場。かなり名の売れている海賊。ドラーク号を操る。
ジャーク
名前のみの登場。言及されていないがおそらく海賊。女学生の乗る船を襲い、女性たちをヘルトンの店に売り払った。

## 登場艦船
バラクーダ号
物語の主人公であるジャムカの乗艦。作中では海賊船とされているが、単行本1巻のピンナップでは戦艦とされている。各国海軍の軍艦と比べると旧式であることは否めないが、それを補って余りある乗組員の力量と作戦遂行能力がある。
排水量1万9800トン、重装甲でありながら速力も速く小回りもきき、遠距離では15インチ連装砲1基2門、中距離では6インチ単装砲を片舷4門、隣接しては衝角と、距離を選ばない戦闘能力を持つ。帝国との戦いで、要塞のエネルギー源である火山脈に特攻し爆沈した。
エスカメルダ号
ビクトリア王室所有のヨット、という名目だが、外見はどう見ても戦艦。マドンナにいわく、「本国で革命が起きたら、逃げるためにこれくらいの船は必要」とのこと。
排水量6万8000トン、主砲18インチ4連装砲塔2基8門、鉄壁の装甲、バラクーダを上回る速力、地球を2周できるほどの航続距離をもつ。くわえて、艦底に装備されているアルキメディアン・スクリューによって陸路を進むことすら可能。
帝国との最後の戦いにおいてバラクーダと共闘、バラクーダを守るための盾となり、黒色戦艦群からの集中砲撃を受けて轟沈した。
黒色戦艦
ジャムカらがそのように呼称していただけで、正式な名称は不明。倭国（大日本帝国）に近づいたバラクーダに立ちはだかる。今までにジャムカが対峙したどの軍艦よりも大きく、円形の艦体とスクリューによらない推進、多数の3連装砲塔と正確な弾着を可能にする射撃指揮装置を有する。加えてエスカメルダの18インチ砲弾を防ぎきる装甲も有するが、喫水下は脆弱かつ重心バランスが悪く、巨大タコによってひっくり返されたり下部装甲をバラクーダのラム攻撃や巨大カニのハサミに突き破られたりしている。
帝国軍艦
大日本帝国の軍艦。外見は日本海軍の軍艦そのまま。作中では戦艦と駆逐艦と潜水艦が登場。戦艦はバラクーダ及びエスカメルダとの戦いで戦没、駆逐艦は秘密基地にてバラクーダを拿捕した際に登場、潜水艦はウルゴドンド沖にてバラクーダの衝角で破壊された。
ドラーク号
有名な海賊「キャプテン・レオ」の乗艦。ウルゴドンドに停泊していた。